# Бунтина
Бунтина — деревня в Белозерском районе Курганской области. Входит в состав Першинского сельсовета.

## История
До 1917 года входила в состав Тебенякской волости Курганского уезда Тобольской губернии. По данным на 1926 год состояла из 100 хозяйств. В административном отношении входила в состав Першинского сельсовета Белозерского района Курганского округа Уральской области.

## Население
| 1912 | 1926 | 1989 | 2002 | 2010 |
| ---- | ---- | ---- | ---- | ---- |
| 423  | ↗497 | ↘164 | ↘140 | ↘102 |

По данным переписи 1926 года в деревне проживало 497 человек (217 мужчин и 280 женщин), в том числе: русские составляли 100 % населения.